# Maïs ensilage
 (novembre 2010).
Si vous disposez d'ouvrages ou d'articles de référence ou si vous connaissez des sites web de qualité traitant du thème abordé ici, merci de compléter l'article en donnant les références utiles à sa vérifiabilité et en les liant à la section « Notes et références ».

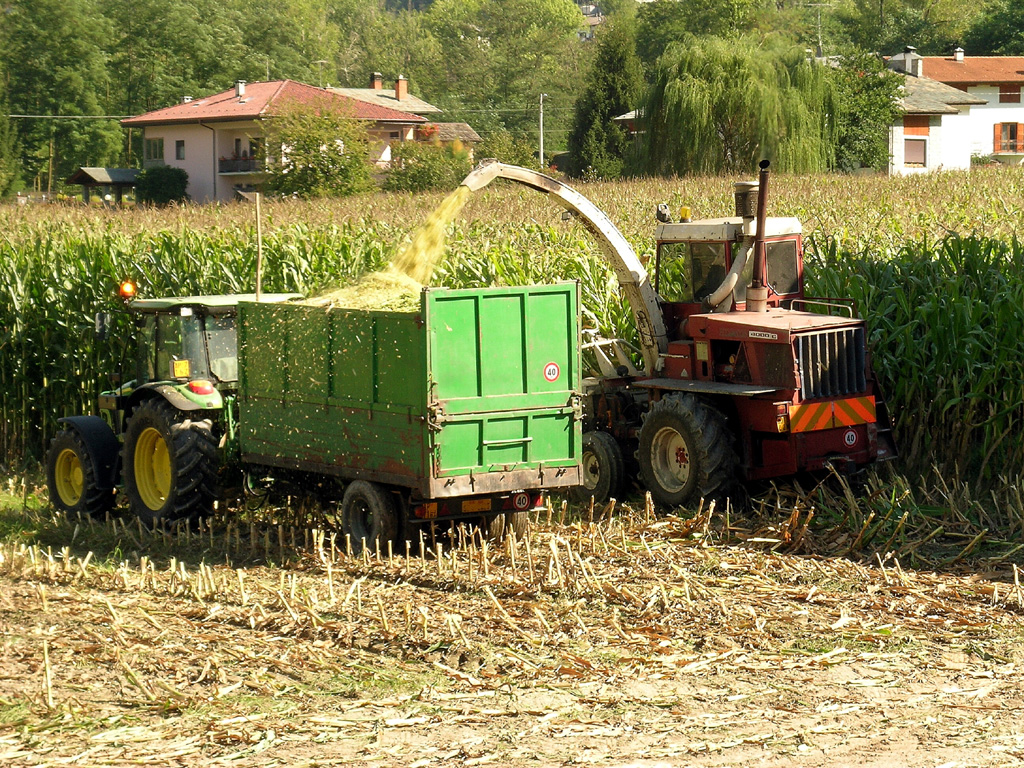
Récolte du maïs avec une ensileuse, en vue d'en faire de l'ensilage.

Le terme de maïs ensilage désigne le maïs, dont la plante entière est appelée maïs fourrage, quand il est destiné à être stocké sous forme d'ensilage.
On peut distinguer le maïs ensilage du maïs grain. Le maïs ensilage est cultivé pour l'alimentation du bétail.
L'utilisation du maïs ensilage en tant que plante fourragère s'est développée dans les années 1960.

## Histoire
Dans la seconde moitié du XXe siècle, avec l'intensification et l'industrialisation et la mécanisation de l'agriculture, partout où la culture du maïs est possible, l'ensilage de maïs s'est rapidement développé, pour devenir la base de l'alimentation (au moins hivernale des bovins ayant des besoins de production élevés), au détriment des fourrages traditionnels qui étaient l'herbe et le foin.
Dans les années 1990, l'INRA a montré par des essais qu'à teneur en matière sèche et finesse de hachage identique les quantités de matière sèche ingérées par les vaches laitières peuvent varier de plus de 10 % selon l'hybride de maïs utilisé ; les hybrides donnent des taux d’ingestibilité différents .  
Dans les années 1980, on a commencé à pouvoir prédire la disgestibilité d'un produit ensilé en fonction du type de végétal et de la composition de la plante au moment de son ensilage. On a aussi à cette époque montré que le lait provenant de vaches laitières nourries au maïs ensilé pouvait produire de mauvais fromages (à pâte pressée cuite notamment) avec un gonflement tardif accompagné d'un goût et d'une odeur désagréables, en raison d'une spore butyrique du gendre Clostridium provenant de la bouse et ayant contaminé le pis de la vache, puis le lait au moment de la traite ; ce risque peut être diminué par l'hygiène du pis et par l'utilisation d'un conservateur inhibant la multiplication des spores dans l’ensilage (conservateurs acides et (ou) à base des nitrates ou des nitrites par exemple). Des pathogènes peuvent être introduits dans les silos (ex :des Fusariums peuvent provenir d'une culture précédente de céréales et rester contaminante dans le maïs et ses résidus de récolte). Ainsi des risques de développement de fusarioses et de mycotoxines toxiques à faibles doses pour les vaches (et humains) existent aussi, même si les plantes avant récolte en semblaient indemnes. Ce risque a été pris en compte en 2006, par la Commission européenne qui a adopté des valeurs indicatives pour les aliments complets et complémentaires de différents animaux de rente (ensuite aussi adopté par la Suisse) (de plus la diversité génétique des Fusarium du maïs est plus large que celles du blé et de l'orge, ce qui rend la lutte contre ces champignons plus difficile). Lors d'un suivi sur 5 ans fait en Suisse, « Sur 169 échantillons de récolte, 167 étaient infectés par les Fusarium, à hauteur de 57 %. Sur quatre ans 13 espèces de Fusarium ont été trouvées et l'espèce dominante a changé chaque année. Dans plusieurs échantillons, des teneurs en toxines supérieures aux valeurs indicatives en vigueur pour l’alimentation animale ont été constatées ». Un suivi fait en Suisse (cantons d’Argovie et de Berne) de 2010 à 2014 a conclu qu'utiliser des variétés précoces et récolter précocement réduit ce risque. Le travail du sol réduit la présence de déoxynivalénol (DON) sur le maïs. 
Dans certains pays, l'utilisation de maïs ensilé à des fins de production d'énergie par méthanisation de cette matière a été autorisé voir encouragé (ex : Allemagne). En France où existe un principe de hiérarchisation des usages, les produits destinés à l'alimentation humaine ou du bétail ne peuvent pas (ou uniquement à certaines conditions) être utilisés de la sorte. Des cas particuliers existent avec par exemple des cultures alimentaires qui ont poussé sur des sols pollués. 

## Technique de l'ensilage
L'ensilage est une méthode de transformation/conservation en anaérobie et humide de certains végétaux. L’acidité et l’anaérobiose du milieu de conservation bloquent le développement de la flore microbienne responsable de la dégradation de la matière organique exposée à l’air libre. 

### Matériels
Le maïs ensilage est récolté à l'aide d'une ensileuse. Puis l'ensilage est stocké en tas bâchés (pour créer et entretenir le milieu anaérobie). La récolte du maïs ensilage est plus précoce que celle du maïs grain. Pour récolter le maïs ensilage, la plante doit encore être verte et les grains ne sont pas encore mûrs.  
L'ensilage est distribué à l'aide d'une désileuse.

### Étapes
Pour la qualité du produit final, une maturité homogène de la parcelle de maïs est recherchée, avec un taux de matière sèche ne dépassant pas 30 à 32 % le jour de la récolte (notamment en cas de chantier unique de récolte, sinon, plusieurs récoltes peuvent être mélangées pour homogénéiser le tout). Un ensilage idéal présente une proportion d'amidon (jusqu'à 50 % de la matière sèche) et de fibres correspondant au mieux au besoin des bovins d'élevage. 
Le produit doit être finement haché, mais le déchiquetage du maïs le rend plus sensible à la déshydratation, les remorques et camions doivent donc être soigneusement bâchés durant le transport, ce qui limitera aussi les pertes par envol. Ensuite, le produit doit être fortement tassé dans un silo adéquat et correctement fermé, sous peine de le voir se dégrader. 
Vient ensuite le temps de la maturation (acidification) du contenu du silo. Selon un sondage effectué en France en 2017 plus de la moitié des éleveurs (59,1 %) ouvrent leur silo de maïs trop tôt (ils attendent deux semaines au plus avant d'entamer ce stock et 26,4 % attendent même moins d'une semaine, ce qui est très insuffisant :  la stabilisation du produit nécessite 30 à 45 jours. Si l'ensilage est ouvert plus tôt, cette nourriture sera mal digérée par les bovins. Un silo tampon est parfois recommandé au moment de la mise en silo de la nouvelle récolte de l'année, avec ajout d'un conservateur (acide, inoculat bactérien...) pour acidifier plus vite la matière et permettre sa conservation ; afin de permettre de nourrir durant un mois au moins les bovins, avant d'entamer le silo principal qui aura eu le temps de suffisamment maturer.

## Qualité du produit
Elle se mesure via plusieurs indicateurs dont :
- Matières sèches (MS) : Le taux de MS varie selon le stade de récolte et les conditions de transport et conservation du maïs. (30 à 32 % de MS au moment de la récolte est l'idéal) ;
- Matière azotée totale (MAT) ; c'est l'un des descripteurs de la valeur protéique du maïs. Le maïs contient en moyenne 7 % de MAT, c'est-à-dire bien moins que l'herbe et dans tous les cas pas assez pour répondre aux besoins azotés du bovin, mais même aux besoins des microorganismes de son rumen. Un complément azoté (et en minéraux) est donc nécessaire[3] ;
- Cellulose brute (CB) représente la teneur en parois végétales. La valeur idéale se situe entre 18 et 22 % de MS. Si elle est trop faible, la ration devra être corrigée en celluloses et en fibres ;
- absence de fermentation alcoolique ;
- teneur adéquate en minéraux et oligoéléments
- absence ou présence sous les seuils de sécurité de métaux lourds, métalloïdes, pesticides, radionucléïdes et autres substances polluantes ou indésirables ;
- absence de terre et/ou de corps étrangers (débris de métal, de verre, grenaille de chasse [source de saturnisme animal), etc.).

Le Maïs est une plante qui demande beaucoup d'eau. En cas de sécheresse estivale au moment de la floraison ou ensuite (août) la récolte doit donc être plus précoce (pour éviter le dessèchement de la plante). 
Par exemple en climat continental plutôt chaud et sec l'ensilage se fera entre le 15 et le 30 août.

Si les grains n'ont pas pu se former, le maïs reste un aliment possible pour les bovins dans le cas de variétés demi-tardives et tardives qui produisent des tiges gorgées de sucres, à bonnes teneurs en énergie (0,96 UFL en moyenne) tout en présentant des taux en MAT (Matière azotée totale) suffisants.
Notamment si les teneurs en glucides solubles étaient importantes au moment de la récolte, des microbes (bactéries, moisissures, levures... indésirables et éventuellement productrices de substances toxiques) peuvent coloniser le front d’attaque du silo si l'exploitant n’avance pas assez vite et/ou si les températures sont élevées, ce pourquoi les silos sont toujours de forme allongée (ce qui limite la section du front d'attaque).

## Valeur alimentaire
Sa teneur en protéines est assez faible et il est pauvre en lysine et en méthionine. Il faut donc donner en plus de cet aliment, un complément azoté.
Le maïs ensilage a une bonne valeur énergétique. II peut apporter à la vache jusqu'à 80 % de l'énergie. 1,5 kg de maïs, avec un bon complément azoté (soja, colza), suffit pour produire environ 1,5 kg de lait.

## Variétés de maïs ensilage
Le choix de la variété est très important pour la production d'un maïs ensilage.
- Abondance
- Turini
- Etendard
- Speciosa
- ou usage des variétés de maïs population